# Riserva naturale Valsolda
La riserva naturale Valsolda è un'area naturale protetta che si trova in Lombardia, nel territorio del comune di Valsolda,  al confine con la Svizzera.
Si tratta di una riserva naturale regionale che occupa un territorio di 318 ettari ed è ripartita in due zone:
- riserva naturale integrale (228 ettari), è la parte a maggior protezione ed è la prima di questo tipo in Lombardia,
- riserva naturale orientata (90 ettari).

La riserva è gestita da ERSAF ed in passato era una foresta demaniale.
Il territorio si trova ad un livello che si sviluppa dall'alta collina alla montagna, mediamente fra i 650 metri s.l.m. e i 1800 metri circa della Cima di Fiorina.

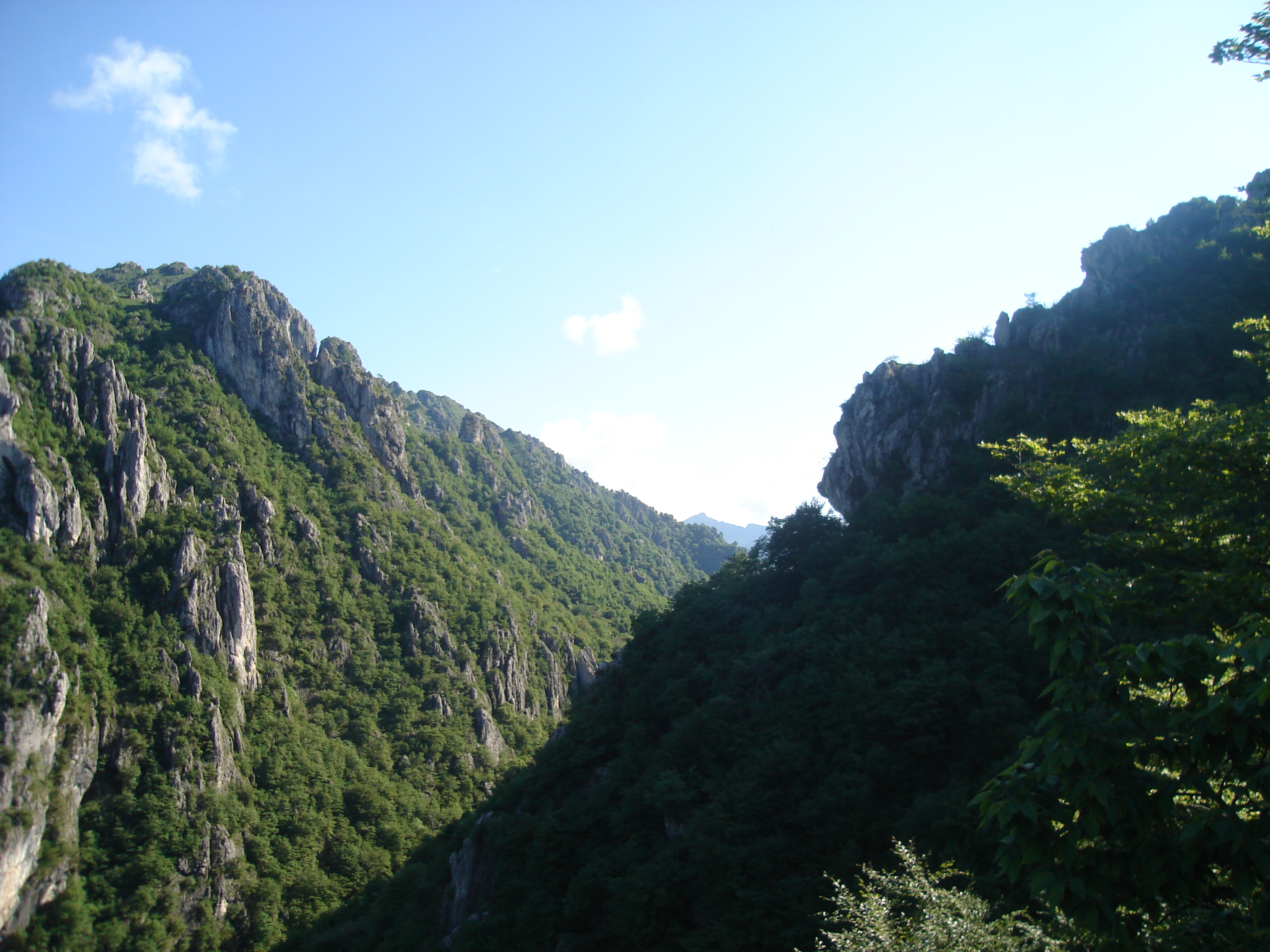

## Vincoli di tutela
- Riserva naturale regionale
- Foresta regionale
- Zona di protezione speciale (ZPS), ai sensi della "direttiva Uccelli" della Comunità europea (409/79/CEE).